# 21. poprawka do Konstytucji Stanów Zjednoczonych

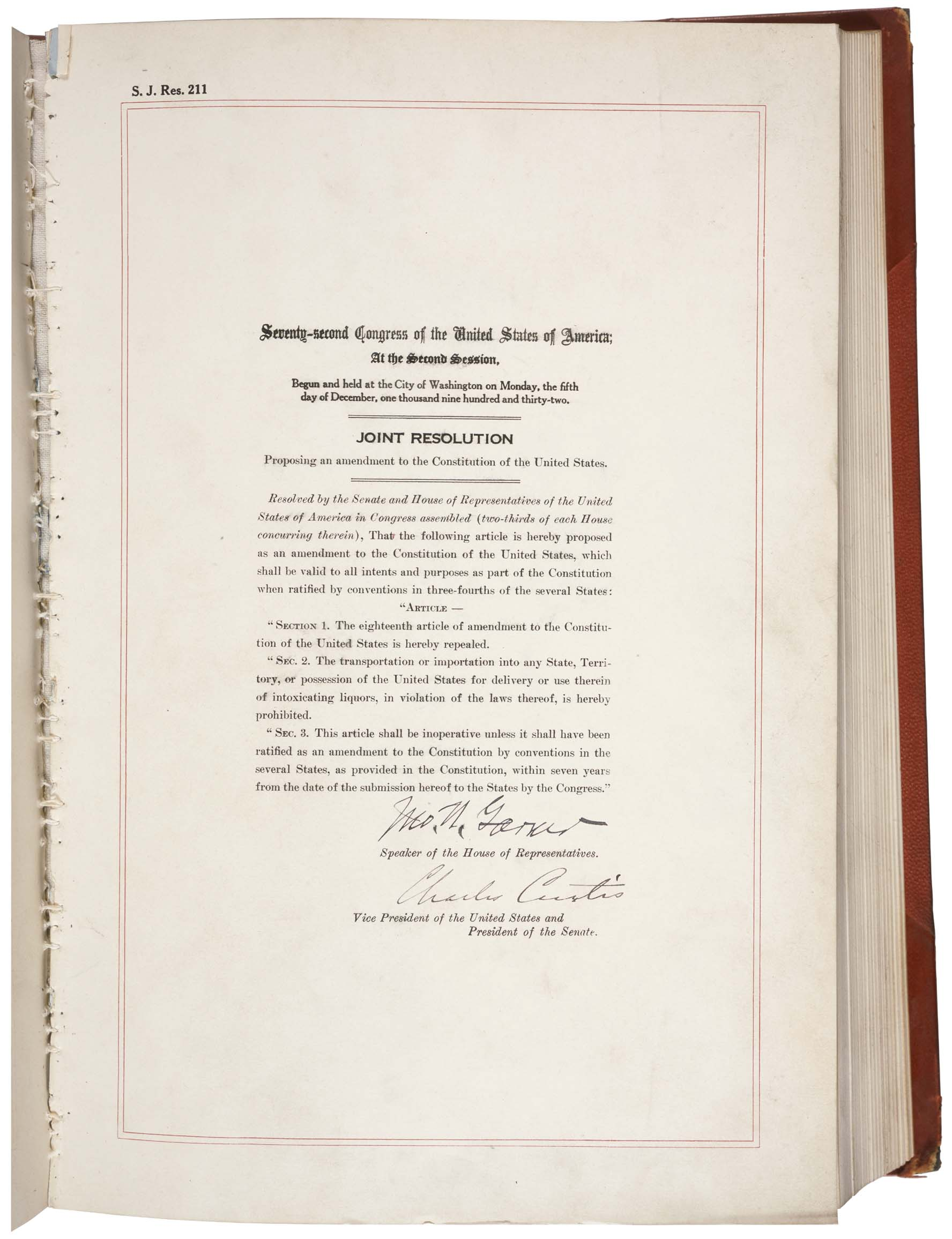
Oryginał 21. poprawki do Konstytucji Stanów Zjednoczonych

21. poprawka do Konstytucji Stanów Zjednoczonych uchyliła 18. poprawkę do Konstytucji Stanów Zjednoczonych, znosząc tym samym prohibicję. Została uchwalona przez Kongres Stanów Zjednoczonych 20 lutego 1933 roku i ratyfikowana 5 grudnia 1933 roku, gdy jako 36. stan ratyfikował ją stan Utah. Jak na razie jest to jedyna poprawka, która zniosła obowiązywanie poprzedniej.

## Treść poprawki
W oryginale poprawka stanowi, że:

Section 1. The eighteenth article of amendment to the Constitution of the United States is hereby repealed.
Section 2. The transportation or importation into any State, Territory, or possession of the United States for delivery or use there in of intoxicating liquors, in violation of the laws thereof, is hereby prohibited.
Section 3. This article shall be inoperative unless it shall have been ratified as an amendment to the Constitution by conventions in the several States, as provided in the Constitution, within seven years from the date of the submission hereof to the States by the Congress.

co można przetłumaczyć jako:

§1. Niniejszym uchyla się artykuł będący osiemnastą poprawką do konstytucji Stanów Zjednoczonych.
§2. Przewóz lub wwóz do poszczególnych stanów, terytoriów lub posiadłości Stanów Zjednoczonych napojów odurzających  w celu ich dalszej dostawy lub spożycia na miejscu jest zabroniony, jeżeli sprzeciwia się miejscowemu ustawodawstwu.
§3. Artykuł ten nie wejdzie w życie, jeżeli w ciągu siedmiu lat od przedstawienia go stanom przez Kongres nie zostanie zgodnie z przepisami konstytucji ratyfikowany przez konwencje poszczególnych stanów jako poprawka do konstytucji.

## Ratyfikacja
Zgodnie z trybem ratyfikacji poprawek przewidzianym w piątym artykule Konstytucji Stanów Zjednoczonych, 21. poprawka weszła w życie po jej ratyfikacji przez trzy czwarte stanów (wówczas 36 z 48 stanów), co nastąpiło 5 grudnia 1933 roku. Jeden z 48 stanów, Karolina Południowa, opowiedział się przeciwko 21. poprawce.
Zgodnie z warunkami jakie umożliwia § 2, zakaz sprzedaży został utrzymany w części hrabstw, zwanych suchymi. 